# Månfesten

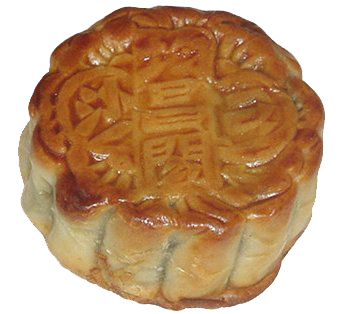
Månkaka, ett kompakt och sött bakverk som varit förknippat med midhöstfesten åtminstone sedan Songdynastin

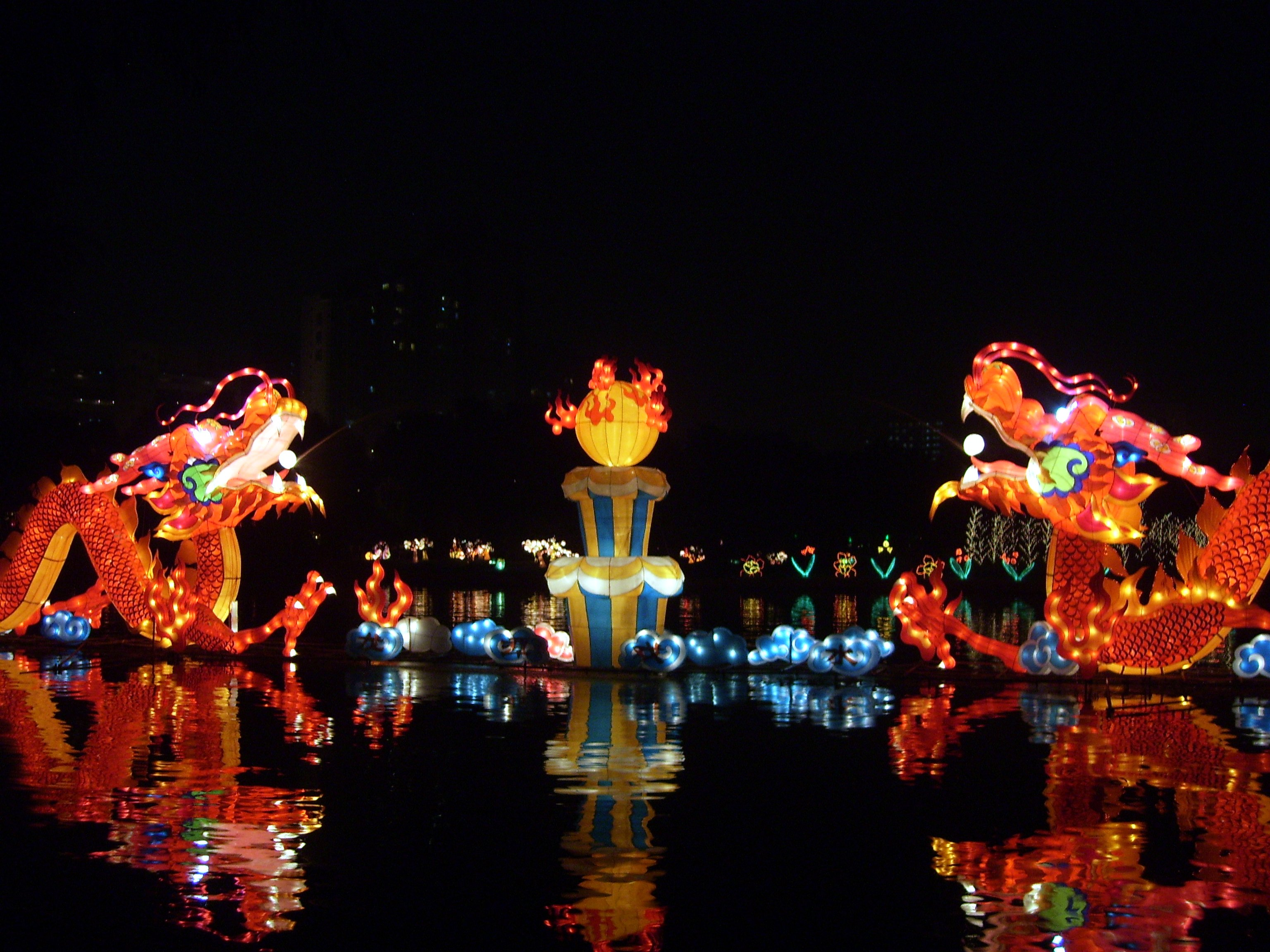
Dekorationer under månfesten i Peking.

Månfesten eller som den vanligen kallas på kinesiska, midhöstfesten (kinesiska 中秋節, pinyin zhōngqiūjié), räknas ofta som Kinas näst viktigaste traditionella högtid efter vårfesten, det kinesiska nyåret. Den infaller enligt den kinesiska kalendern på den 15 dagen i den åttonde månaden (vanligen i slutet av september), en dag då fullmånen sägs vara som allra rundast och klarast. Festen är en höstfest som markerade slutet på skördetiden och början av det mörka halvåret, men det är också en familjehögtid där fullmånen symboliserar familjens enhet och sammanhållning.

## Historia
Offer till månen förekom mycket tidigt i Kina och övergången till det mörka halvåret kopplades också ihop med läran om de två grundelementen yin och yang. En festival med bestämt datum växte fram under Tangdynastin, och från Songdynastin och framåt kom den att förknippas med ett speciellt bakverk, månkakan. Festivalen firas idag på liknande sätt som under Ming- och Qingdynastierna.

## Firande
Offren till månen är sedan länge inget vanligt inslag i festivalen, men månkakor äts i anslutning till en familjemiddag och det är också vanligt att man med vänner beger sig till en högt belägen plats för att beundra fullmånen. Stora lokala variationer förekommer sedan över hela Kina och andra delar av Öst- och Sydöstasien där festivalen förekommer.

## Myter och berättelser
Den vanligaste myten förknippad med månfestivalen är den om Chang'e som efter att ha intaget ett livselixir som hennes man, mästerskytten Hou Yi fått, svävade upp till månen för att där leva som mångudinna. Berättelsen finns i ett flertal versioner.
På månen sägs också en viss Wu Gang stå och hugga på ett ständigt självläkande kassiaträd som straff för begångna synder. En månhare som hjälper Chang'e att göra odödlighetselixir finns också att beskåda på den annars kalla och ödsliga månen.

## Datum
Månfesten faller eller har infallit:
- 2014: 8 september
- 2015: 27 september
- 2016: 15 september
- 2017: 4 oktober
- 2018: 24 september
- 2019: 13 september
- 2020: 1 oktober
- 2021: 21 september
- 2022: 10 september
- 2023: 29 september
- 2024: 17 september